# 淋麵

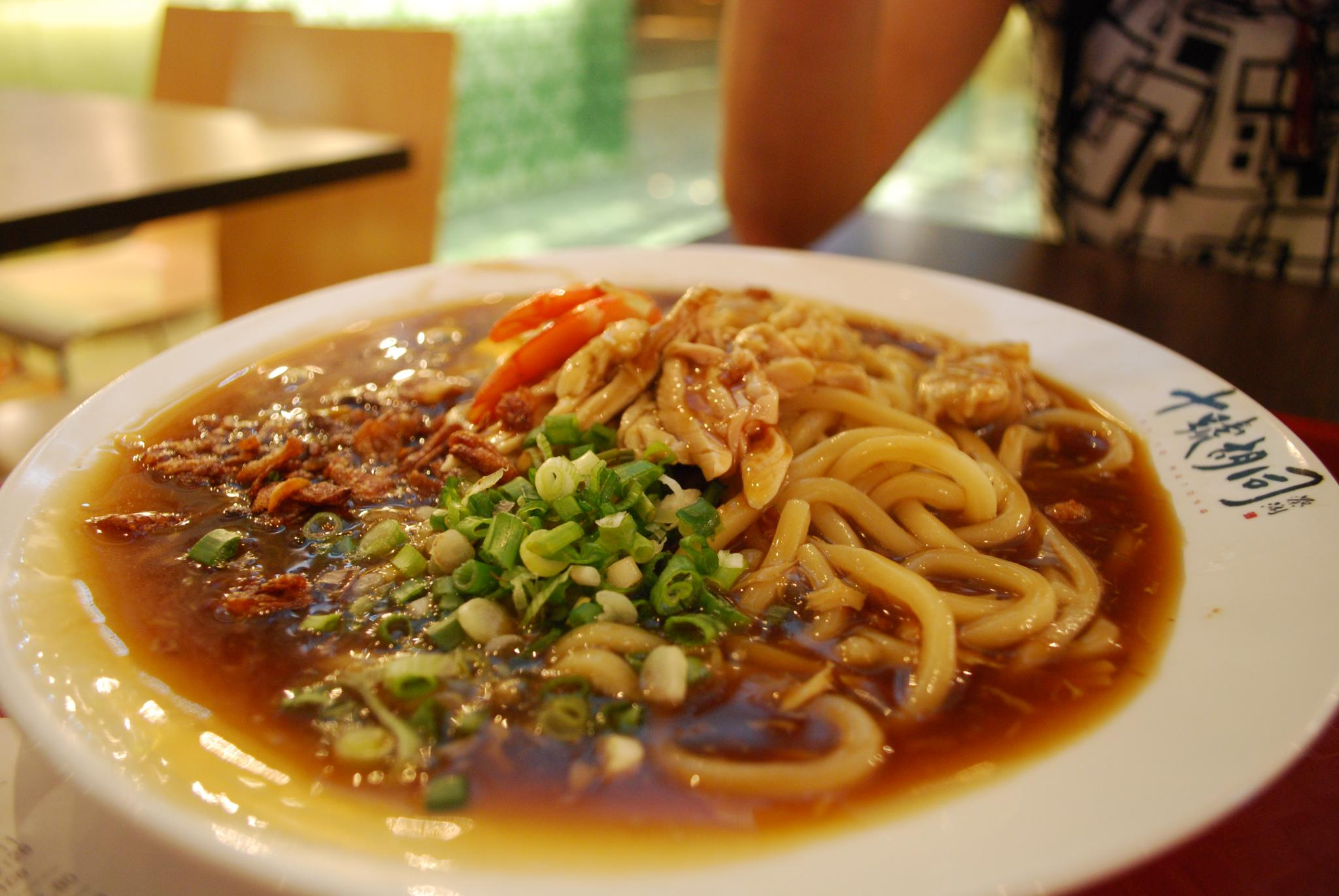
淋麵

淋麵（馬來文：Lam Mee）是一道流行於馬來西亞華人社區的麵食，與大滷麵類似，將高湯熬煮好後，加入太白粉、鹽、雞蛋等勾芡，然後“淋”在已煮好的麵條上，在檳城的華人社區中，也有類似的麵食料理，分別為娘惹淋麵（Nyonya Lam Mee，又稱為“檳城淋麵”）和滷麵（Lor Mee）。

## 來源與做法
淋麵是由早期從漳州、泉州、莆田、福州等福建地區的移民所帶來，在當地文化中，是豐年過節、婚壽喜慶中必備的麵食料理。在泉州與莆田一帶，是將麵條與湯汁一同烹煮，最後才勾芡打入蛋花，且湯汁顏色較淺。傳至吉隆坡一帶後，為適應當地的氣溫，開始在豬骨高湯中加入江魚仔、左口魚乾、黑醬油、醬油、蠔油等，熬製出顏色較深，味道濃郁的黏稠高湯。吉隆坡一帶的淋麵是使用將粗的黃麵，將黃麵燙熟後，擺上蝦仁、雞肉絲、豬肉片、豆芽、切片的水煮蛋等，再淋上濃稠的湯汁，最後再灑上蔥花、香菜、油蔥酥和胡椒粉用作擺盤，及為料理添味，吃時會搭配巴拉盞辣椒醬。因為各地對這道麵食的不同名稱與呈現形式的相似，經常會發生將淋麵、娘惹淋麵和滷麵弄混淆的情況。